# Golden Mansion Center
Le Golden Mansion Center est un gratte-ciel de 203 mètres construit en 2013 à Tianjin en Chine. 